# Euophrys difficilis
Euophrys difficilis là một loài nhện trong họ Salticidae.
Loài này thuộc chi Euophrys. Euophrys difficilis được Eugène Simon miêu tả năm 1868.